# Lova Nyemb Bassong
Œuvres principales
Nous étions un 23 juillet
Lova Nyemb Basssong est une autrice camerounaise née à Buéa et installée au Canada. En 2014, elle publie son premier  roman intitulé Nous étions un 23 juillet.

## Biographie

### Enfances et débuts
Lova Nyemb Basssong est née et passe son enfance dans la ville de Buéa au Cameroun. Elle obtient un Bachelor in Creative Writting and Journalism et une maitrise en Littérature, respectivement à l'université de Vancouver Island et à l'université de Victoria .

### Carrière
·Elle est enseignante de Français dans les écoles primaires et secondaires avant de devenir plus tard Teacher assistant au département de francais de l'université de Victoria . Elle se forme par la suite pour être  coach de vie, motivatrice et conférencière. Lova est également doctorante à l'université d'Ottawa.

## Œuvres
- (fr) Nous étions un 23 juillet, Paris, Edilivre septembre 2014 [1],[3].
- (fr) La négritude dans la littérature afro-caribéenne contemporaine : mort ou transformation ?, Saarbrücken, Allemagne, Éditions universitaires européennes, 2016 (ISBN 9783639505122)[1].
- (fr) Amour à Mora in Contre la nuit des ombres, Douala, AfriAvenir, 2016 [1]
- (fr) Nous étions un 23 juillet, Yaoundé, Proximité, 2017 (ISBN 9789956429530)[1].
- (fr) Silence ! Elle(s) parle(nt)... : neuf étapes pour se libérer de la honte et de la culpabilité du passé et embrasser une vie authentique et épanouie, Canada, Kindle Direct Publishing, 2023 (ISBN 9798373384445).